# Gottfried Kritzler
Gottfried Kritzler (* 27. März 1859 in Fränkisch-Crumbach; † 7. Juni 1913 in Tonala, Mexiko) war ein deutscher Verwaltungs- und Konsularbeamter.

## Leben
Gottfried Jakob Ludwig Kritzler besuchte das Gymnasium in Darmstadt und studierte an der Albert-Ludwigs-Universität Freiburg und an der Friedrich-Wilhelms-Universität Berlin. 1881 wurde er Mitglied des Corps Rhenania Freiburg. Nach Abschluss des Studiums trat er in den preußischen Staatsdienst ein mit einer Zeit als Referendar in Pyritz. 1890 bestand er das Regierungsassessor-Examen in Bromberg. Am 16. September 1897 heiratete er in Posen Mathilde Breithaupt (* 2. August 1873 in Straßburg). Als Regierungsassessor der Regierung Bromberg wurde er 1899 Landrat des Kreises Strelnow. Im September 1902 wurde er aus gesundheitlichen Gründen in den einstweiligen Ruhestand versetzt. Nach einer kurzen Zeit in Kairo, Ägypten, ging er nach Mexiko. Dort akzeptierte er als preußischer Beamter im Ruhestand eine Berufung des Auswärtigen Amtes und wurde deutscher Vizekonsul in Salina Cruz.